# Elektrownia jądrowa Higashidōri
Elektrownia jądrowa Higashidōri (jap. 東通原子力発電所 Higashidōri genshiryoku hatsudensho) — japońska elektrownia jądrowa, której jeden reaktor jest uruchomiony, drugi jest w budowie, a dwa kolejne są planowane. Docelowo będzie obsługiwana przez dwóch operatorów, Tōhoku Electric Power Company i Tokyo Electric Power Company. Położona jest w sąsiedztwie miasta Higashidōri, w prefekturze Aomori, na półwyspie Shimokita, u wybrzeży Oceanu Spokojnego.

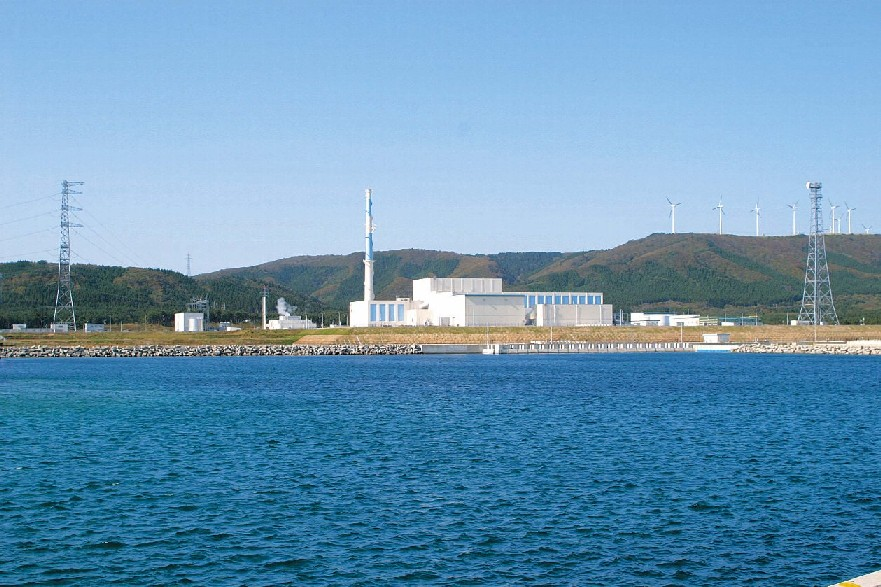
Elektrownia jądrowa Higashidōri

Budowa bloku nr 1, należącego do TEPC, rozpoczęła się w listopadzie 2000 i zakończyła w grudniu 2005. Projekt bloku oparto na bloku nr 3 elektrowni Onagawa, należącej do tej samej firmy. Charakteryzuje się on zmienioną konstrukcją zbiornika reaktora, ułatwiającą utrzymanie i inspekcje. Układ wymiany ciepła między obiegami umieszczony jest w osobnym budynku.

## Reaktory
Powierzchnia zajmowana przez siłownie TEPC wynosi 885 akrów, a przez TEPCO, 1112 akrów.
| Nazwa bloku            | Typ reaktora | Producent | Rozpoczęcie budowy | Stan krytyczny   | Włącz. do sieci | Moc elektr. netto | Moc elektr. brutto | Moc termiczna | L. zestaw. paliw. | Koszt całk. bloku |
| ---------------------- | ------------ | --------- | ------------------ | ---------------- | --------------- | ----------------- | ------------------ | ------------- | ----------------- | ----------------- |
| Higashidōri-1 (Tohoku) | BWR          | Toshiba   | 11 lipca 2000      | 24 stycznia 2005 | 3 września 2005 | 1067 MW           | 1100 MW            | 3293 MW       |                   |                   |
| Higashidōri-2 (Tohoku) | ABWR         | Toshiba   | planowany          |                  |                 |                   | 1385 MW            |               |                   |                   |
| Higashidōri-1 (TEPCO)  | ABWR         | Toshiba   | 25 stycznia 2011   | w trakcie budowy | 2017            | 1320 MW           | 1385 MW            |               |                   |                   |
| Higashidōri-2 (TEPCO)  | ABWR         | Toshiba   | planowany          | 2019             |                 | 1320 MW           | 1385 MW            |               |                   |                   |